# Lac aux Biscuits
Pour les articles homonymes, voir Lac aux Biscuits (homonymie).
Le lac aux Biscuits, ou lac à la Croix, est situé en Haute-Batiscanie dans la municipalité du Lac-Édouard de l’Agglomération de La Tuque, dans la région administrative de la Mauricie, en la province de Québec, au Canada. Ce lac est traversé vers les sud par la rivière aux Castors Noirs.
La foresterie constitue la principale activité économique de ce secteur; les activités récrétouristiques, en second.
La surface de la rivière Jacquot (sauf les zones de rapides) est généralement gelée de début décembre à fin mars, mais la circulation sécuritaire sur la glace se fait généralement de fin décembre à début mars. Le niveau de l'eau de la rivière varie selon les saisons et les précipitations.

## Géographie
Le lac aux Biscuits a une longueur de 2,4 km et une largeur de 0,8 km (jusqu'au fond de la grande baie située au nord du lac). Son embouchure est située au sud-ouest du lac et ses eaux se déchargent dans décharge du lac aux biscuits de 2,4 km, laquelle se déverse dans un autre lac qui fait partie du parcours de la rivière Batiscan. Le bassin hydrographique de la décharge du lac aux biscuits est de 247 km2, soit le sixième bassin le plus important de la Batiscanie.
Le « lac aux Biscuits » est situé à 5,6 km au sud-est du village du Lac-Édouard, à 48 km au nord-est de La Tuque. Son embouchure est à 0,7 km au nord-est du lac-à-la-croix et au nord-est du Club Triton dans la Seigneurie-du-Triton. Excluant la baie au nord, la forme du lac s'apparente à un croissant ouvert vers le sud-est, entourant le lac John-Bull, situé tout près. L'île aux bleuets est située presque au milieu du lac, en face de la décharge du lac John-Bull.
Le lac aux Biscuits est alimenté au Nord-Est par deux rivières :
- la décharge du lac Cleveland (au Nord-Est) ;
- la rivière Travers (à l'Est), laquelle prend sa source au lac de Travers. Ce dernier lac est surtout alimenté par le lac des trois caribous (à l'ouest) et par le lac Gauthier (à l'Est).

Le lac aux Biscuits est situé à l'extrême ouest du sous-bassin versant du même nom. Ce sous-bassin versant couvre 243,39 km2 et fait partie de la tête des eaux de la Batiscanie, constituant le sous-bassin le plus au nord de la Batiscanie. Ce sous-bassin comprend des dizaines de lacs dont Aberdeen (le niveau de l'eau est à 430 m d'altitude), Witherbee, Cleveland, McMilen, Lispenard, du Plan perdu... Le lac aux Biscuits est situé entièrement en milieu forestier et est entouré de hautes montagnes du côté nord. Sa surface est gelée de novembre à avril. Le niveau de l'eau du Lac aux Biscuits est à 348 m d’altitude (comparativement à 363 m pour le Lac-Édouard). Par l'élévation des plans d'eau supérieur, le sous-bassin versant du « lac aux Biscuits » est considéré comme une deuxième tête de la rivière Batiscan.

## Toponymie
Le toponyme « Lac aux Biscuits » a été officialisé le 5 décembre 1968 dans la Banque des noms de lieux de la Commission de toponymie du Québec.

## Histoire
Le secteur du lac aux Biscuits a vraiment commencé à être exploité grâce au chemin de fer construit tout à la fin du XIXe siècle, reliant Hervey-Jonction à Chambord en passant par le Lac-Édouard. Les voyageurs et les travailleurs forestiers utilisaient surtout la gare du Triton, situé dans la Seigneurie-du-Triton. Le "Lac aux Biscuits" est surtout caractérisé par les coupes forestières concédées par le gouvernement du Québec, ainsi que la chasse et la pêche.